# Полосатая козобородка
Полосатая козобородка (лат. Upeneus vittatus) — вид  лучепёрых рыб из семейства барабулевых (Mullidae). Широко распространены в Индо-Тихоокеанском регионе. Максимальная длина тела 28 см. Морские придонные рыбы.

## Описание
Тело удлинённое, несколько сжато с боков, высота тела укладывается 3,5—4 раза в стандартную длину тела. Длина рыла в 2,3—2,7 раза короче длины головы. Два длинных подбородочных усика, окончания которых не достигают заднего края предкрышки; их длина укладывается 1,4—1,85 раз в длину головы. Рот небольшой, на обеих челюстях щетинковидные зубы расположены узкой полосой, есть зубы на нёбной кости и сошнике. На верхней половине первой жаберной дуги 9—11 жаберных тычинок, а на нижней 19—21 (общее количество 21—25). Два спинных плавника разделены заметным промежутком. В первом спинном плавнике 8 жёстких лучей (первая колючка очень маленькая). Во втором спинном плавнике 9 мягких лучей, второй и третий лучи самые длинные. В анальном плавнике 1 колючий и 7 мягких лучей. В грудных плавниках 15—17 (обычно 16) мягких лучей. Хвостовой плавник раздвоенный. В боковой линии 34—36 чешуй. Тело покрыто крупной чешуёй, есть мелкая чешуя на боках рыла и на основаниях второго спинного и анального плавников. Между основаниями спинных плавников умещается 5½ чешуй.

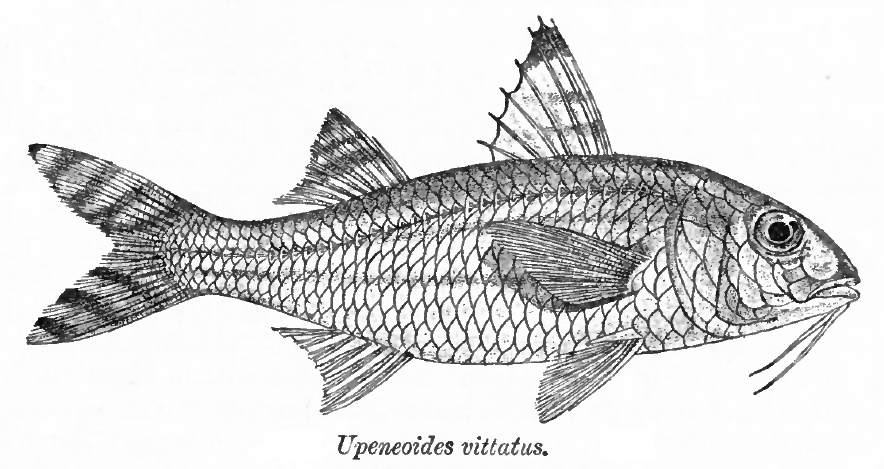

Максимальная длина тела 28 см, обычно до 22 см.
Спина серебристо-зеленоватая; бока серебристые с 4-мя хорошо различимыми желтовато-медными полосами; брюхо жёлтое. На верхней лопасти хвостового плавника 4—5 тёмных косых полос, на нижней лопасти 3 тёмные косые полосы. Верхняя часть первого спинного плавника чёрная, ниже неё проходят две широкие полосы тёмно-жёлтого цвета. На втором спинном плавнике 3 тёмно-жёлтые полосы. Остальные плавники беловатые. Подбородочные усики обычно белые. Брюшина тёмно-коричневая или чёрная.

## Биология
Морские бентопелагические рыбы. Обитают в лагунах и защищённых участках прибрежья над песчаными и илистыми грунтами на глубине до 100 м. Заходят в эстуарии. Переносят значительные колебания солености воды. Часто образуют небольшие стайки. Питаются преимущественно мелкими ракообразными. Впервые созревают на втором году жизни при длине тела 125—138 мм. У юго-восточного побережья Индии нерестятся с февраля до октября с пиком в июле — октябре. Продолжительность жизни 4,5 года.

## Ареал
Полосатая козобородка — один из наиболее широко распространённых и обычных видов в роде козобородок. Ареал простирается от Красного моря вдоль восточного побережья Африки до города Ист-Лондон (ЮАР). Встречаются у берегов Мадагаскара, Пакистана, Индии и далее на восток до Индонезии, островов Общества и Маркизских островов; непреднамеренно интродуцированы в прибрежные воды Гавайских островов. В западной части Тихого океана распространены от островов Сикоку до Австралии (Квинсленд). 

## Хозяйственное значение
Полосатая козобородка является объектом коммерческого промысла. У города Вишакхапатнам (юго-восточная Индия) уловы данного вида в 2000-х годах составляли до 57—65% от общего вылова барабулевых. Ловят разноглубинными тралами. Реализуется в свежем виде.     